# 大阪府交通安全協会
一般財団法人大阪府交通安全協会（いっぱんざいだんほうじんおおさかふこうつうあんぜんきょうかい）は、「大阪府下の交通事故を防止するため、交通安全思想の高揚と交通マナーの向上を図り、安全で安心な交通社会の実現を目指すことを目的として設立された団体」である。最寄駅は、地下鉄中央線「谷町四丁目駅」、京阪本線「天満橋駅」である。

## 概要
大阪府内の地区交通安全協会を統括する交通安全協会で、大阪府内での季節単位で開催する交通安全運動をはじめ、自動車・自動二輪車の運転免許更新の伝達・更新事務、申請書や収入証紙の委託販売業務、自転車などに貼る反射シールや車輪のスポークに貼る反射材などの交通安全グッズの頒布、交通安全功労者の表彰及び国や全国法人への表彰推薦などを事業としている。
大阪府警からの委託で運転免許証の更新時講習を昭和47年から40年間にわたって受注してきた。委託料は全収入の3分の1にあたる。大阪府警が一般競争入札を導入し民間企業が落札したため、2013年度中に全職員の半数にあたる200人をリストラすることになった。

## 地区

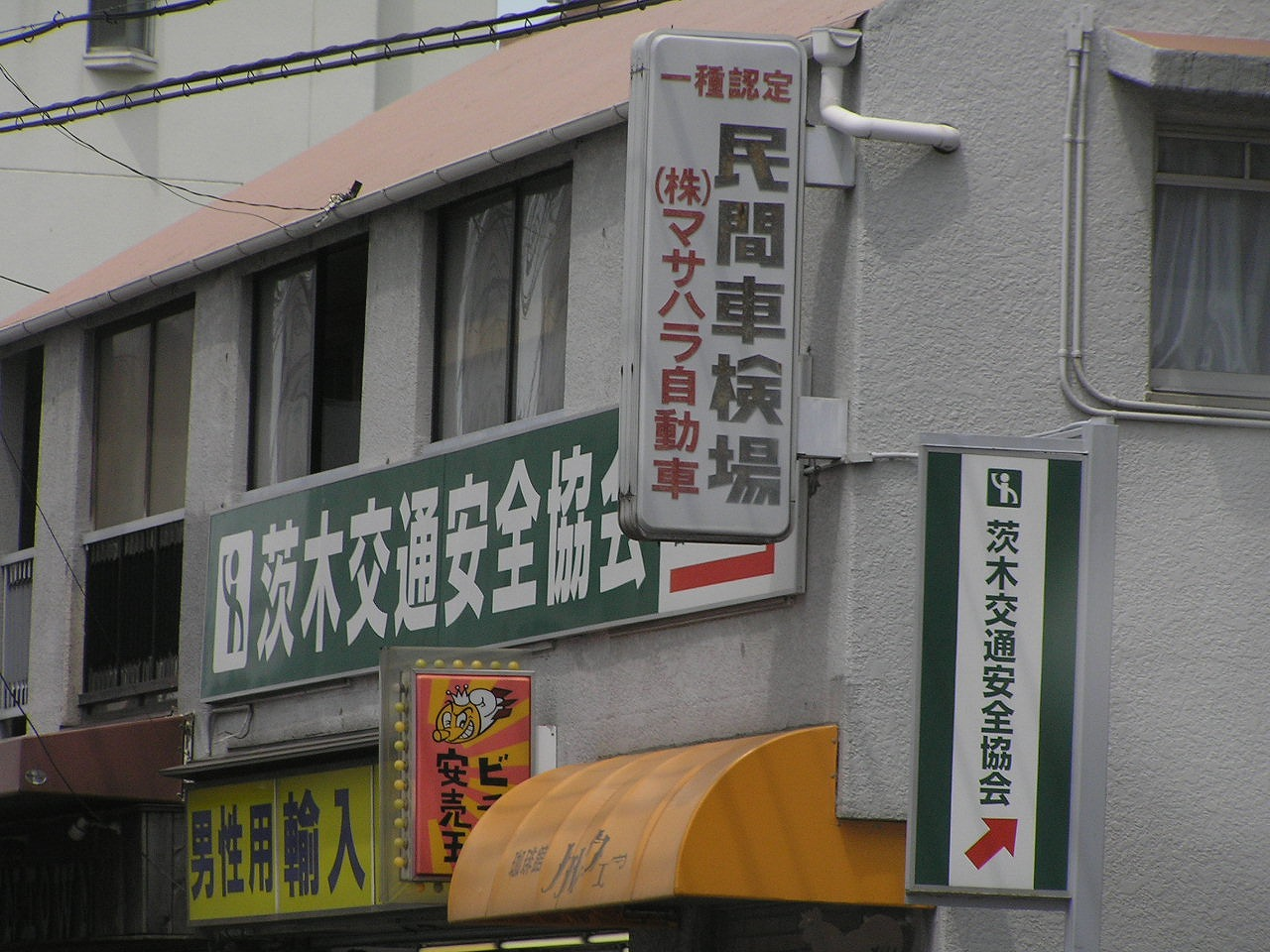
茨木交通安全協会

- 大淀交通安全協会
- 曽根崎交通安全協会
- 天満交通安全協会
- 都島交通安全協会
- 福島交通安全協会
- 此花交通安全協会
- 東交通安全協会
- 南交通安全協会
- 西交通安全協会
- 港交通安全協会
- 大正交通安全協会
- 天王寺交通安全協会
- 浪速交通安全協会
- 西淀川交通安全協会
- 淀川交通安全協会
- 東淀川交通安全協会
- 東成交通安全協会
- 生野交通安全協会
- 旭交通安全協会
- 城東交通安全協会
- 鶴見交通安全協会
- 阿倍野交通安全協会
- 住之江交通安全協会
- 住吉交通安全協会
- 東住吉交通安全自動車協会
- 平野交通安全自動車協会
- 西成交通安全協会
- 高槻交通安全協会

- 茨木交通安全協会
- 摂津交通安全自動車協会
- 吹田交通安全自動車協会
- 豊能交通安全協会
- 箕面交通安全協会
- 池田交通安全協会
- 豊中交通安全自動車協会
- 豊中南交通安全自動車協会
- 堺交通安全協会
- 北堺交通安全協会
- 西堺交通安全協会
- 南堺交通安全協会
- 高石交通安全協会
- 泉大津交通安全協会
- 和泉交通安全協会
- 岸和田交通安全協会
- 貝塚交通安全協会
- 泉佐野交通安全協会
- 泉南交通安全協会
- 羽曳野・藤井寺交通安全協会
- 黒山交通安全協会
- 富田林警察署管内交通安全協会
- 河内長野交通安全自動車協会
- 枚岡交通安全自動車協会
- 河内交通安全自動車協会
- 布施交通安全協会
- 八尾交通安全協会
- 松原交通安全協会
- 柏原交通安全協会
- 枚方・交野交通安全協会
- 寝屋川交通安全協会
- 四條畷交通安全自動車協会
- 門真交通安全協会
- 守口交通安全協会